# Роккавйоне
Роккавйоне (італ. Roccavione, п'єм. Rocavion) — муніципалітет в Італії, у регіоні П'ємонт,  провінція Кунео.
Роккавйоне розташоване на відстані близько 490 км на північний захід від Рима, 85 км на південь від Турина, 10 км на південний захід від Кунео.
Населення — 2784 особи (2014).
Щорічний фестиваль відбувається третьої неділі серпня. Покровитель — San Magno.

## Демографія
Населення за роками:

Станом на 1 січня 2023 року в муніципалітеті офіційно проживали 224 іноземці з 27 країн, серед них 63 громадяни країн Євросоюзу.

## Сусідні муніципалітети
- Борго-Сан-Дальмаццо
- Бовес
- Роаскія
- Робіланте
- Вальдієрі